# Emerson Sheik
Emerson Sheik (n. 6 decembrie 1978, Nova Iguaçu, Rio de Janeiro, Brazilia) este un fost fotbalist braziliano-qatarian, care joacă la clubul Flamengo.

## Statistici
| Qatar | Qatar   | Qatar  |
| An    | Meciuri | Goluri |
| ----- | ------- | ------ |
| 2008  | 3       | 0      |
| Total | 3       | 0      |